# Gerlach Flicke
Gerlach Flicke, en latin Gerbarus Fleccius, anglicisé au XVIe siècle en « Garlicke », est un portraitiste allemand connu pour son travail à Londres en tant qu'artiste de la cour Tudor. Il a été actif entre 1545 et 1558. Alors qu'il était emprisonné à Londres, Flicke réalisa un portrait miniature. Ce tableau est le premier autoportrait à l'huile réalisé en Angleterre.

## Biographie
Flicke est né dans la ville allemande d'Osnabrück, mais il est d'abord connu comme portraitiste en Angleterre. Il arrive à Londres vers 1545 et s'y présente comme héritier de Hans Holbein, décédé en 1543. Flicke signait ses œuvres d'un nom latinisé et ajoutait Germanus pour souligner sa formation allemande. Portraits dessinés de Marie I.
L'un des plus beaux tableaux de Flicke, réalisé vers 1551, est probablement son portrait en pied de Lord Darcy, avec la légende Portrait de Thomas, premier Lord Darcy de Chiche. Ce tableau a été vu pour la dernière fois en 1848 à Irnham Hall, dans le Lincolnshire.
En 1554, il est emprisonné à Londres, où il se lie d'amitié avec le corsaire Henry Strangwish, qui était détenu pour ses actes de piraterie. On ignore la raison de la captivité de Flicke, mais on suppose qu'il a été victime de la persécution des protestants par Marie I d'Angleterre à partir de 1553.

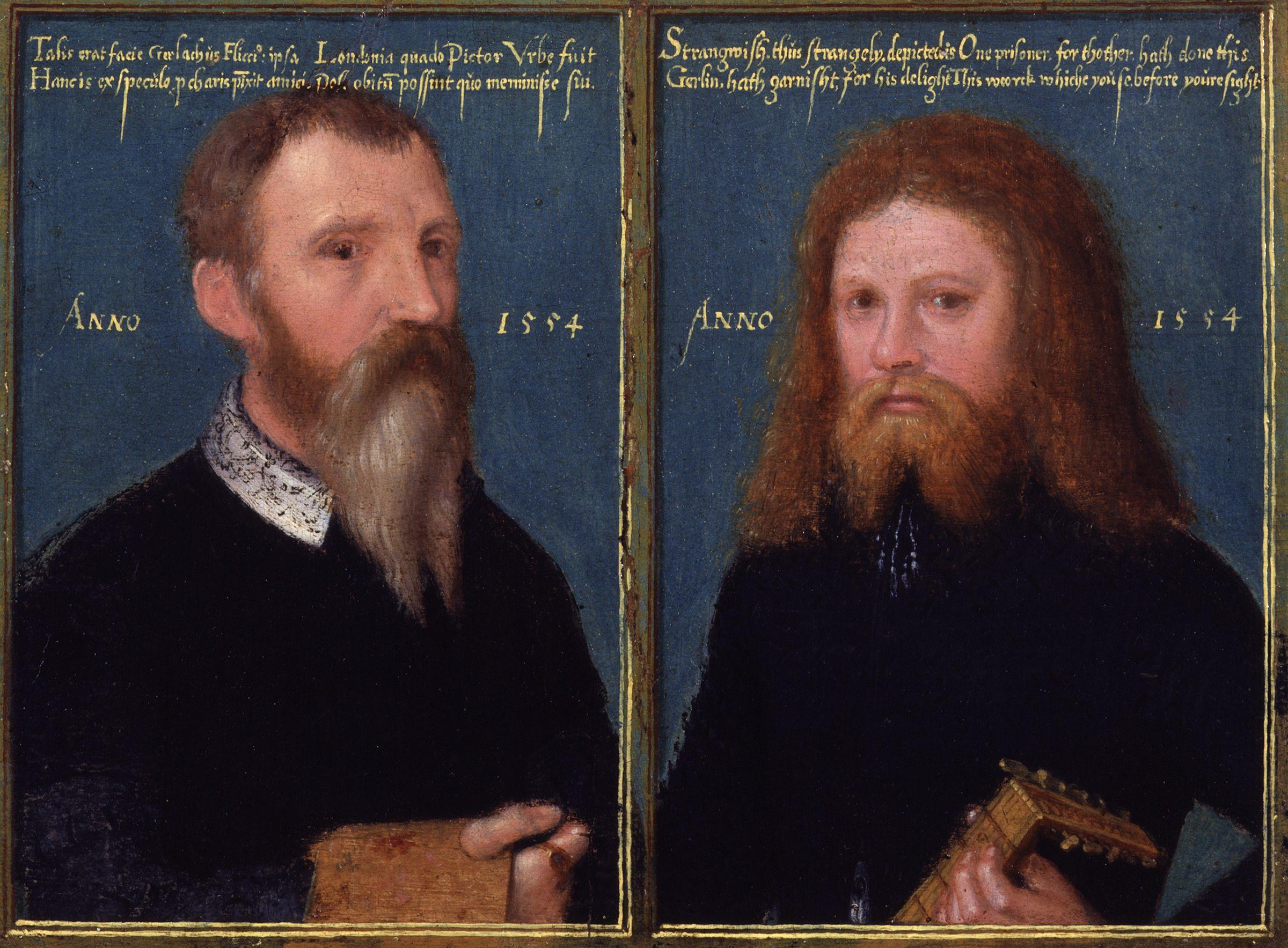
Flicke et Strangwish

Le double portrait de Strangwish et Flicke est remarquable à plusieurs titres. Ces deux miniatures mesurent moins de quatre pouces de haut. L'autoportrait de Flicke, le plus ancien autoportrait connu à l'huile peint en Angleterre, porte une inscription latine qui peut être traduite ainsi : « Tel était le visage de Gerlach Flicke lorsqu'il était peintre dans la City de Londres ». Il l'a peint en se regardant à travers un miroir, afin que ses amis aient quelque chose pour se souvenir de lui après sa mort.
Le tableau le plus connu de Flicke est probablement son portrait de Thomas Cranmer, daté de 1545, qui se trouve aujourd'hui à la National Portrait Gallery de Londres.
Flicke est mort dans la paroisse londonienne de St Giles-without-Cripplegate le 24 janvier 1558. Il a laissé ses biens à un domestique d'Osnabrück, ce qui laisse penser que c'était sa ville natale.